# جائزة الولايات المتحدة الكبرى 2018
جائزة الولايات المتحدة الكبرى 2018 هو سباق فورمولا 1 أقيم في حلبة الأمريكتين، أوستن. كان الثامن عشر من أصل 21 في بطولة العالم لسباقات الفورمولا واحد موسم 2018.

## الترتيب النهائي
|         | الترتيب | السائق         | النقاط |
| ------- | ------- | -------------- | ------ |
|         | 1       | لويس هاملتون   | 346    |
|         | 2       | سباستيان فيتل  | 276    |
| 1       | 3       | كيمي رايكونن   | 221    |
| 1       | 4       | فالتيري بوتاس  | 217    |
|         | 5       | ماكس فيرستابين | 191    |
| المصدر: |         |                |        |